# Game Park
Game Park war ein 1996 in Südkorea gegründetes Unternehmen, das sich auf die Herstellung von portablen Videospielsystemen spezialisiert hatte. Die einzigen Produkte sind der GP32, ein Handheld mit einer offenen Integrierte Entwicklungsumgebung und der GP2X, der Nachfolger des GP32. Im Jahr 2005 spaltete sich eine große Anzahl an Mitarbeitern ab und gründeten das Unternehmen Gamepark Holdings. Grund für die Abspaltung waren Unstimmigkeiten bei der Entwicklung des GP32-Nachfolgers. Die Firma sah sich als Vorreiter im Multimediabereich und setzt auf die Open-Source-Philosophie. 2007 ging das Unternehmen in die Insolvenz.

## Organisation

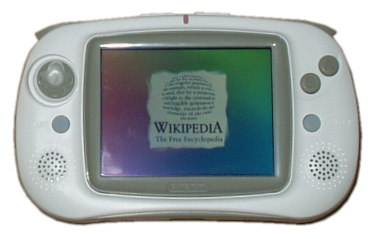
Handheld-Konsole GP32

Game Park hat sich vor einiger Zeit in Game Park und Gamepark Holdings gespalten.
Gamepark Holdings besteht aus einem Großteil des ursprünglichen Teams und brachte im November 2005 den GP2X als Nachfolger des GP32 auf den Markt.
Game Park arbeitete bis zur Insolvenz an einem GP32-Nachfolger mit der Bezeichnung XGP.

## Firmengeschichte
- 1996 – Firmengründung
- 2000 – Erste Teilnahme an den Messen E3 (Los Angeles, USA) und TGS (Tokio, Japan)
- 2001 – Teilnahme an den Messen ITU 2001 (Hongkong) und KAMEX 2001 (Seoul, Südkorea); Veröffentlichung des GP32
- 2002 – Teilnahme an den Messen E3 (Los Angeles, USA) und ECTS (London, UK)
- 2003 – Teilnahme an der Messe 3GSM (Cannes, Frankreich)
- 2004 – Teilnahme an der Games Convention (Leipzig, Deutschland)
- 2004 – Gründung von Gamepark Holdings, Veröffentlichung des GP32 BLU in Europa; Abschluss eines Vertrages mit Samsung über die Umsetzung des Spiels Little Wizard auf den GP32
- 2005 – Aufteilung der Firma in Game Park und Gamepark Holdings.
- 2005 – Beide Firmen kündigen jeweils einen neuen Handheld an GPH den GP2X, Gamepark den XGP
- 2005 – Gamepark Holdings veröffentlicht den GP2X im November
- 2006 – Gamepark Holdings nimmt an der Games Convention (Leipzig, Deutschland) teil.
- 2007 – Game Park (nicht Gamepark Holdings) meldet Insolvenz an.[1]